# San Paolo di Civitate
San Paolo di Civitate è un comune italiano di 5 348 abitanti della provincia di Foggia in Puglia.

## Geografia fisica

### Territorio
Il comune è posto a 187 m s.l.m. nella media valle del Fortore ed è sorto sul luogo della distrutta Civitate (XV secolo).
- Classificazione sismica: zona 2 (sismicità media)[5]

### Clima
Dal punto di vista legislativo il comune di San Paolo di Civitate ricade nella fascia climatica D in quanto i gradi giorno della città sono 1 576, dunque limite massimo consentito per l'accensione dei riscaldamenti è di 12 ore giornaliere dal 1º novembre al 15 aprile.
- Classificazione climatica: zona D, 1576 GG

## Storia

### Antichità
Il primo insediamento in territorio di San Paolo di Civitate risale al I millennio a.C., quando popolazioni daune vi fondarono l'importante insediamento di Tiati (o Teate). Conquistato dai Romani nel 318 a.C., Tiati assunse il nome di Teanum Apulum e divenne un municipium dotato di autonomia amministrativa.
Nel 207 a.C., da Teanum partì la controffensiva romana guidata, con due legioni, dal console Gaio Claudio Nerone contro l'esercito cartaginese di Asdrubale Barca, giunto in soccorso del fratello Annibale, che venne sconfitto e ucciso nella battaglia del Metauro.
In epoca imperiale Teanum fu ribattezzata col nome di Civitate. Dopo la caduta dell'Impero romano d'Occidente, conobbe l'avvicendarsi delle varie dominazioni bizantine, longobarde e normanne e nell'XI secolo divenne sede vescovile.

### Periodo normanno
Nel 1043 il Parlamento generale dei baroni Longobardi e Normanni istituì la baronia di Civitate, vassalla della Contea di Puglia. Primo conte ne divenne Gualtiero,
un cavaliere normanno imparentato con la casata Altavilla, eroe della battaglia di Montepeloso combattuta nel 1041. La baronia comprendeva la città di Civitate, fortificata, e una porzione della Capitanata.
Il 18 giugno 1053 vi si svolge la battaglia di Civitate che vede contrapposti i Normanni di Umfredo d'Altavilla e un esercito di Suebi, Italici e Longobardi coalizzati da papa Leone IX. Alla morte di Gualtiero, nel 1060 quale signore di Civitate gli succedette Amico II.

### Età moderna e contemporanea
Tra il 1560 e il 1570 circa 60 famiglie albanesi abbandonarono il territorio di Civitate e costruirono sui vicini Colli Liburni un nuovo villaggio, chiamato San Paolo dal nome dell'antica cappella ivi esistente. L'assenso alla costruzione venne dato al barone Cesare I Gonzaga dalla Regia Camera della Sommaria il 17 giugno 1570. Vi si trasferirono gli albanesi residenti a Torremaggiore che nel 1573 stipularono contratto con il feudatario e dopo il 1581 arrivarono gli ultimi abitanti albanesi di Civitate. Il primo nucleo, a nord della Chiesa di San Paolo, è fondato sulla lunga piazza rettangolare (attuale Piazza XX Settembre, raccordato a L col Largo San Paolo) su cui si affacciano la Chiesa di San Giovanni Battista e il palazzo Gonzaga.
Il violento terremoto della Capitanata del 30 luglio 1627 distrusse quasi interamente il casale, del quale restarono in piedi solo la chiesa di San Paolo e il palazzo baronale. Il feudo passò nel 1628 ai Maffei e nel 1636 a Giovanni Antonio Yvagnes. Nel 1640 il feudatario Andrea Gonzaga provvide alla ricostruzione del feudo, che avvenne secondo un razionale piano urbanistico basato su rete stradale ad assi rettilinei e fece costruire il convento e la Chiesa di Sant'Antonio. Nel 1701, San Paolo passò al Principe Enrico Imperiale, principe di Sant'Angelo dei Lombardi, per passare a Cornelia Pallavicino nel 1728 e, nel 1751, a Placido Imperiale che fondò il paese di Poggio Imperiale con una coloni di albanesi.
Dopo l'unità d'Italia, il 26 ottobre 1862, durante il mandato del sindaco Alessandro Petrucci, un decreto regio diede al comune di San Paolo l'attuale denominazione per differenziarlo dai paesi omonimi. Nel 1875 contava circa 2 000 abitanti.

### Simboli
Lo stemma è semipartito troncato: raffigura in alto a sinistra san Paolo apostolo, per la devozione verso il Santo dei primi abitanti del Casale; a destra una quercia, su cui è appolaiata una civetta, l'albero è affiancato da un bue, una pecora e delle spighe di grano che rappresentano la fauna e la flora della campagna. La quercia rappresenta anche la tenacia degli abitanti del paese, la civetta è il simbolo della dea Minerva e quindi della sapienza, il bue e la pecora la forza, la bontà e la pace. Un'aquila nella partizione sottostante simboleggia la potenza dell'Impero Romano che dominava i territori di Teanum e Civitas Traiana. Sotto lo scudo, due nastri con le scritte in latino Signum Oppidi S. Pauli in Daunia ex ruinis Tiati ("lo stemma della città di S. Paolo nella Daunia sorta dalle rovine di Teano"), Caesar appell[avit] Teanom Apulom ("Cesare la chiamò Teano Apulo") e Imperium Augustum (che indica che la città che diede origine a San Paolo era sottoposta al dominio dell'imperatore Traiano Augusto).
Lo stemma e il gonfalone sono stati concessi con decreto del presidente della Repubblica del 30 marzo 1976.
Un primo stemma del paese venne creato nel 1772, quando San Paolo era già un Comune della Provincia della Capitanata, e vi era raffigurato un dignitario seduto (papa Leone IX dopo la battaglia di Civitate) e un guerriero (Roberto il Guiscardo capo dei Normanni) con la scritta L.V.D. S. PAOLO. Dal 1777 entrà in uso un altro stemma, descritto in un testo del 1834, costituito da uno scudo ovale con a destra san Paolo e a sinistra una civetta sopra un ramo, due pecore e un bue, e, nella parte inferiore, un'aquila, con l'iscrizione Imperium Augustum 1777. Nel 1936 l'emblema civico venne rielaborato dal pittore Amedeo Presutto, all'epoca impiegato comunale, su incarico podestà Giuseppe Grimaldi: la posizione delle figure della parte superiore venne invertita e nella parte sottostante l'aquila romana venne posta su un mondo, con 9 fulmini fra gli artigli con la scritta "S. Pauli in Daunia ex ruinis Teani signum oppidi" – "Caesar appell(avit) Teanom Apulon – Imperium Augustum". Nel 1974 vennero apportate le modifiche per adeguare la forma dello scudo alla normativa sull'araldica civica nazionale per la conseguente concessione ottenuta nel 1976.
Il gonfalone è un drappo trinciato di rosso e di azzurro.

## Monumenti e luoghi d'interesse
- Chiesa di San Paolo. Attestata nel XII secolo, facente parte di un Monasterium Sancti Pauli costituì il luogo vicino al quale andò formandosi nel tardo Cinquecento il primo nucleo dell'abitato. Nella circostanza, l'originaria ecclesia scoperta (così la ricorda lo storico M. Fraccacreta) venne ampliata e dedicata a san Paolo "dei Greci", in riferimento al rito liturgico orientale che vi si celebrava. Una bolla di papa Clemente XIV nel 1772 attribuì all'altare maggiore lo status di altare privilegiato perpetuo.
- Chiesa di San Nicola. Il primo impianto risale agli inizi del Seicento. Distrutta con il terremoto del 1627, venne ricostruita nel corso dello stesso secolo. Tra il 1801 e il 1804 la chiesa fu interamente ricostruita, più grande di quella seicentesca, nelle fattezze tardobarocche attuali, per volere della Confraternita del SS. Rosario e di Michele Magnati, allora rettore. Restaurata nel 1935, quando furono introdotti i dipinti interni ancora visibili del pittore Vittorio Rotelli, ha subìto notevoli danni strutturali a causa del terremoto del 2002. È stata protagonista del 6º Censimento "I Luoghi del Cuore" del FAI -Fondo Ambiente Italiano nel 2012, classificandosi 2º a livello nazionale con 53.394 segnalazioni che hanno consentito di ottenere i fondi per il consolidamento delle strutture dissestate, la sostituzione delle coperture (in parte crollate) e il restauro dei paramenti esterni.
- Chiesa di San Giovanni Battista. Venne edificata nel 1641 nei locali già appartenuti alle stalle del palazzo baronale.
- Chiesa di Sant'Antonio di Padova. Per volere di Andrea Gonzaga fu edificata nel luogo in cui esisteva la chiesa di Santa Maria di Loreto, distrutta nel 1627, e affidata ai frati minori osservanti, che vi fondarono un convento. La chiesa conserva ancora le decorazioni tardo-barocche, visibili soprattutto negli arredi interni. Il convento, organizzato attorno ad un cortile quadrangolare dotato di peristilio a volte finemente dipinte con scene della vita di san Francesco e sant'Antonio, fu soppresso nel 1811. Due anni dopo vi si insediarono la municipalità, la gendarmeria e la scuola pubblica.
- Palazzo Gonzaga. La costruzione di un palazzo baronale era stata avviata da Giovanni Battista Carafa, primo feudatario ad esercitare giurisdizione politica e civile (1568) sul territorio, terminato da Cesare Caupadia (1568-1570) e che divenne, nel 1570, di proprietà del feudatario Cesare I Gonzaga (1570-1575). Il palazzo, a tre piani di pianta quadrata con 16 stanze per lato, era dotato di torri quadrangolari, delle quali sopravvive solo quella anteriore destra, sia pur rimaneggiata.

## Società

### Evoluzione demografica
Abitanti censiti

### Etnie e minoranze straniere
Secondo i dati ISTAT al 1º gennaio 2011 la popolazione straniera residente ammontava a 334 persone. Le nazionalità maggiormente rappresentate erano:
| Nazione                 | Quantità | % su tot. popolazione residente |
| ----------------------- | -------- | ------------------------------- |
| Romania                 | 237      | 3,94%                           |
| Ucraina                 | 21       | 0,36%                           |
| Polonia                 | 14       | 0,24%                           |
| Albania                 | 12       | 0,20%                           |
| Tunisia                 | 10       | 0,17%                           |
| Repubblica di Macedonia | 9        | 0,15%                           |
| Marocco                 | 9        | 0,15%                           |
| Altri                   | 22       | 0,37%                           |

La popolazione straniera residente al 1º gennaio 2013 ammontava a 326 persone, con un decremento di -2,30% rispetto all'anno precedente.

## Economia
L'economia della cittadina pugliese è prevalentemente dedicata al comparto agricolo (in particolare oliveti e vigneti) e all'artigianato. Le principali imprese sul territorio sono di naturale familiare, rientrando appieno quasi nella totalità in piccole-medie imprese di modeste dimensioni.

## Amministrazione
Di seguito è presentata una tabella relativa alle amministrazioni che si sono succedute in questo comune.
| Periodo        | Periodo          | Primo cittadino        | Partito                             | Carica              | Note   |
| -------------- | ---------------- | ---------------------- | ----------------------------------- | ------------------- | ------ |
| 28 luglio 1988 | 8 giugno 1993    | Michele Altieri        | Partito Socialista Italiano         | Sindaco             | [ 17 ] |
| 8 giugno 1993  | 28 aprile 1997   | Antonio Luigi Grimaldi | -                                   | Sindaco             | [ 17 ] |
| 28 aprile 1997 | 6 luglio 1999    | Matteo Laganella       | centro-sinistra                     | Sindaco             | [ 17 ] |
| 6 luglio 1999  | 17 aprile 2000   | Michele Di Bari        |                                     | Comm. straordinario | [ 17 ] |
| 17 aprile 2000 | 5 aprile 2005    | Roberto Zampino        | centro-destra                       | Sindaco             | [ 17 ] |
| 5 aprile 2005  | 30 marzo 2010    | Generoso Perna         | centro-sinistra                     | Sindaco             | [ 17 ] |
| 30 marzo 2010  | 1º giugno 2015   | Generoso Perna         | lista civica                        | Sindaco             | [ 17 ] |
| 1º giugno 2015 | 20 dicembre 2017 | Francesco Gentile      | lista civica Progetto comune        | Sindaco             | [ 17 ] |
| 10 giugno 2018 | 14 maggio 2023   | Francesco Marino       | lista civica                        | Sindaco             | [ 17 ] |
| 14 maggio 2023 | in carica        | Costantino Rubino      | lista civica Una San Paolo migliore | Sindaco             | [ 17 ] |

## Sport

### Calcio
L'ASD Polisportiva Civitate partecipa a vari campionati giovanili e nella stagione 2024-2025 milita in Prima Categoria Molisana.

### Floorball
La città di San Paolo di Civitate può vantare di avere la prima e unica squadra di floorball dell'Italia meridionale, l'Associazione Sportiva Dilettantistica CivitaStars Floorball, presente anche nella vicina San Severo.

### Basket
Storica società cestistica di San Paolo fu la Tiati Basket. Oggi disputa campionati provinciali.

### Motocross
A San Paolo da qualche anno è presente una pista di motocross gestita dall'ASD San Paolo OffRoad.